# Grapsoidea
Grapsoidea là một liên họ cua, bao gồm nhiều loài cua sống cạn, nửa cạn (chỉ trở về biển để sinh sản) hoặc sống trong môi trường nước ngọt. Một thành viên được biết đến nhiều là cà ra (Eriocheir sinensis).
Giới hạn của các họ Grapsidae và Plagusiidae cần phải sửa đổi; ít nhất thì họ thứ hai theo định nghĩa hiện tại là không đơn ngành. Điều tương tự có lẽ cũng đúng cho một vài chi trong họ Sesarmidae.
Các họ hàng gần gũi nhất của Grapsoidea là Ocypodoidea. Trên thực tế dường như chúng là cận ngành với nhau và điều có thể hợp lý là sáp nhập Ocypodoidea vào Grapsoidea.

## Các họ
Gồm 546 loài trong 93 chi thuộc 9 họ.
- Gecarcinidae MacLeay, 1838: 6 chi, 24 loài.
- Glyptograpsidae Schubart, Cuesta & Felder, 2002: 2 chi, 3 loài.
- Grapsidae MacLeay, 1838: 7 chi, 40-43 loài.
- Leptograpsodidae Guinot, Ng & Rodriguez Moreno, 2018: 1 chi, 1 loài (Leptograpsodes octodentatus ở Australia).[6]
- Percnidae Števčić, 2005: 1 chi (Percnon), 7 loài.
- Plagusiidae Dana, 1851: 5 chi, 20 loài.
- Sesarmidae Dana, 1851: 32 chi, 285 loài.
- Varunidae H. Milne Edwards, 1853: 38 chi, 160 loài.
- Xenograpsidae N.K. Ng, Davie, Schubart & P.K.L. Ng, 2007: 1 chi (Xenograpsus), 3 loài.

## Phát sinh chủng loài
Cây phát sinh chủng loài dưới đây vẽ theo van der Meij & Schubart (2014).

|  | Glyptograpsidae - Grapsoidea |
|  |                              |
|  | Heloeciidae - Ocypodoidea    |
|  |                              |

|  | Pinnotheridae - Pinnotheroidea |
|  |                                |
|  | Ocypodidae - Ocypodoidea       |
|  |                                |

|  | Glyptograpsidae - Grapsoidea |
|  |                              |
|  | Heloeciidae - Ocypodoidea    |
|  |                              |

|  | Pinnotheridae - Pinnotheroidea |
|  |                                |
|  | Ocypodidae - Ocypodoidea       |
|  |                                |

|  | Glyptograpsidae - Grapsoidea |
|  |                              |
|  | Heloeciidae - Ocypodoidea    |
|  |                              |

|  | Pinnotheridae - Pinnotheroidea |
|  |                                |
|  | Ocypodidae - Ocypodoidea       |
|  |                                |

|  | Glyptograpsidae - Grapsoidea |
|  |                              |
|  | Heloeciidae - Ocypodoidea    |
|  |                              |

|  | Pinnotheridae - Pinnotheroidea |
|  |                                |
|  | Ocypodidae - Ocypodoidea       |
|  |                                |

|  | \| \| Macrophthalmidae (Hemiplax) - Ocypodoidea \| \| \| \| \| \| Varunidae (Austrohelice) - Grapsoidea \| \| \| \| |
|  | |
|  | Varunidae - Grapsoidea                                                                                              |
|  | |
|  | Macrophthalmidae (Hemiplax) - Ocypodoidea                                                                           |
|  | |
|  | Varunidae (Austrohelice) - Grapsoidea                                                                               |
|  | |

|  | Macrophthalmidae (Hemiplax) - Ocypodoidea |
|  |                                           |
|  | Varunidae (Austrohelice) - Grapsoidea     |
|  |                                           |

|  | \| \| Macrophthalmidae (Hemiplax) - Ocypodoidea \| \| \| \| \| \| Varunidae (Austrohelice) - Grapsoidea \| \| \| \| |
|  | |
|  | Varunidae - Grapsoidea                                                                                              |
|  | |
|  | Macrophthalmidae (Hemiplax) - Ocypodoidea                                                                           |
|  | |
|  | Varunidae (Austrohelice) - Grapsoidea                                                                               |
|  | |

|  | Macrophthalmidae (Hemiplax) - Ocypodoidea |
|  |                                           |
|  | Varunidae (Austrohelice) - Grapsoidea     |
|  |                                           |

|  | Percnidae - Grapsoidea   |
|  |                          |
|  | Mictyridae - Ocypodoidea |
|  |                          |

|  | \| \| Dotillidae - Ocypodoidea \| \| \| \| \| \| Xenophthalmidae - Ocypodoidea \| \| \| \| |
|  |                                                                                            |
|  | Camptandriidae - Ocypodoidea                                                               |
|  |                                                                                            |
|  | Dotillidae - Ocypodoidea                                                                   |
|  |                                                                                            |
|  | Xenophthalmidae - Ocypodoidea                                                              |
|  |                                                                                            |

|  | Dotillidae - Ocypodoidea      |
|  |                               |
|  | Xenophthalmidae - Ocypodoidea |
|  |                               |

|  | Glyptograpsidae - Grapsoidea |
|  |                              |
|  | Heloeciidae - Ocypodoidea    |
|  |                              |

|  | Pinnotheridae - Pinnotheroidea |
|  |                                |
|  | Ocypodidae - Ocypodoidea       |
|  |                                |

|  | Glyptograpsidae - Grapsoidea |
|  |                              |
|  | Heloeciidae - Ocypodoidea    |
|  |                              |

|  | Pinnotheridae - Pinnotheroidea |
|  |                                |
|  | Ocypodidae - Ocypodoidea       |
|  |                                |

|  | Glyptograpsidae - Grapsoidea |
|  |                              |
|  | Heloeciidae - Ocypodoidea    |
|  |                              |

|  | Pinnotheridae - Pinnotheroidea |
|  |                                |
|  | Ocypodidae - Ocypodoidea       |
|  |                                |

|  | Glyptograpsidae - Grapsoidea |
|  |                              |
|  | Heloeciidae - Ocypodoidea    |
|  |                              |

|  | Pinnotheridae - Pinnotheroidea |
|  |                                |
|  | Ocypodidae - Ocypodoidea       |
|  |                                |

|  | \| \| Macrophthalmidae (Hemiplax) - Ocypodoidea \| \| \| \| \| \| Varunidae (Austrohelice) - Grapsoidea \| \| \| \| |
|  | |
|  | Varunidae - Grapsoidea                                                                                              |
|  | |
|  | Macrophthalmidae (Hemiplax) - Ocypodoidea                                                                           |
|  | |
|  | Varunidae (Austrohelice) - Grapsoidea                                                                               |
|  | |

|  | Macrophthalmidae (Hemiplax) - Ocypodoidea |
|  |                                           |
|  | Varunidae (Austrohelice) - Grapsoidea     |
|  |                                           |

|  | \| \| Macrophthalmidae (Hemiplax) - Ocypodoidea \| \| \| \| \| \| Varunidae (Austrohelice) - Grapsoidea \| \| \| \| |
|  | |
|  | Varunidae - Grapsoidea                                                                                              |
|  | |
|  | Macrophthalmidae (Hemiplax) - Ocypodoidea                                                                           |
|  | |
|  | Varunidae (Austrohelice) - Grapsoidea                                                                               |
|  | |

|  | Macrophthalmidae (Hemiplax) - Ocypodoidea |
|  |                                           |
|  | Varunidae (Austrohelice) - Grapsoidea     |
|  |                                           |

|  | Percnidae - Grapsoidea   |
|  |                          |
|  | Mictyridae - Ocypodoidea |
|  |                          |

|  | \| \| Dotillidae - Ocypodoidea \| \| \| \| \| \| Xenophthalmidae - Ocypodoidea \| \| \| \| |
|  |                                                                                            |
|  | Camptandriidae - Ocypodoidea                                                               |
|  |                                                                                            |
|  | Dotillidae - Ocypodoidea                                                                   |
|  |                                                                                            |
|  | Xenophthalmidae - Ocypodoidea                                                              |
|  |                                                                                            |

|  | Dotillidae - Ocypodoidea      |
|  |                               |
|  | Xenophthalmidae - Ocypodoidea |
|  |                               |